# (486958) Arrokoth
2014 Arrokoth (denominat prèviament PT1 i 1110113Y, MU69 i batejat informalment amb el nom d'Ultima Thule) és un objecte clàssic del Cinturó de Kuiper descobert el 26 de juny de 2014 pel telescopi espacial Hubble. La seva forma irregular feia sospitar que és un sistema binari, té un diàmetre estimat de 45 kilòmetres.
Després de la reeixida visita a Plutó, Arrokoth va ser seleccionat l'agost del 2015 com a nou objectiu de la sonda espacial New Horizons. Van caler quatre correccions de rumb l'octubre i el novembre de 2015 per encarar la sonda cap el nou objectiu. Finalment el va sobrevolar amb èxit l'1 de gener de 2019, esdevenint l'objecte més llunyà mai explorat per la humanitat.

## Història

### Descobriment

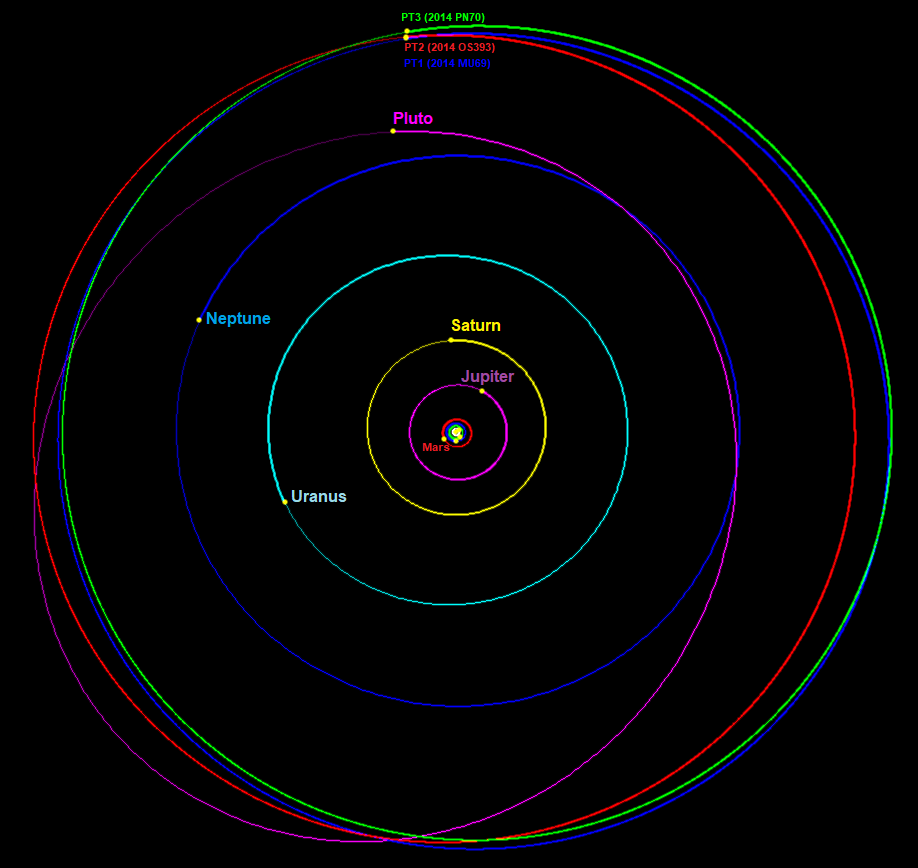
Òrbites de potencials objectius de la New Horizons. 2014 MU69 (PT1) en blau. 2014 OS393 (PT2) en vermell. 2014 PN70 en verd.

El 26 de juny de 2014 es va descobrir usant el telescopi espacial Hubble durant una sessió preliminar de cerca d'objectes del cinturó de Kuiper candidats a ser visitats per la sonda New Horizons. Aquesta cerca necessitava del telescopi Hubble, donat que la magnitud aparent de Arrokoth és de prop de 27, massa feble pels telescopis terrestres. El telescopi Hubble pot fer observacions astromètriques molt precises i es va poder obtenir una bona determinació de l'òrbita del objecte.

### Designació
Quan es va descobrir, va ser anomenat 1110113Y i anomenat col·loquialment "11". Es va anunciar com a candidat a possible objectiu de la sonda New Horizons l'octubre de 2014 i se'l va designar de manera no oficial "Potential Target 1" (Objectiu Potencial 1) o PT1. La seva designació oficial, 2014 MU69 li la va donar el Minor Planet Center el març de 2015 un cop s'havia recollit prou informació orbital. Després d'haver ajustat les dades orbitals, se'l va denominar planeta menor (486958) el 12 de març de 2017.
La seva denominació provisional 2014 MU69 indica que va ser l'objecte descobert número 1745 durant la segona meitat de juny de 2014. Rebrà un nom apropiat després del sobrevol quan es coneguin més detalls de l'objecte. La NASA ha demanat suggeriments per un malnom per usar-lo mentrestant. En aquesta campanya es van suggerir més de 34.000 noms dels que 37 van ser triats per una votació final, on es va triar finalment el nom Ultima Thule, que fa referència a com a referència metafòrica a un lloc molt llunyà més enllà de les fronteres del món conegut.
Finalment, se'l va batejar oficialment com Arrokoth, nom proposat pel mateix equip descobridor ja que el nom de Ultima Thule no complia les normes de la Unió Astronòmica Internacional. La paraula Arrokoth vol dir cel en llengua dels indis powhatan.

## Característiques
Basat en la seva brillantor i la distància, inicialment es va estimar que Arrokoth tenia un diàmetre de 18 fins a 41 km. Observacions posteriors, van concloure que l'objecte no té més de 30 km de llarg i és molt allargat. Actualment es creu que pot ser un objecte binari de contacte. A una ocultació el 17 de juliol de 2017, es va postular que té dos lòbuls amb diàmetres de 20 i 18 km. Això voldria dir que és un objecte binari primordial del cinturó de Kuiper.
El seu període orbital és poc més de 295 anys, amb poca inclinació i poca excentricitat comparat amb altres objectes del cinturó de Kuiper. Això indicaria que és un objecte fred clàssic del cinturó de Kuiper que no ha rebut pertorbacions significatives. Els paràmetres orbitals s'han anat millorant amb observacions preses el maig i el juliol de 2015 i juliol i octubre de 2016.
Arrokoth té un espectre de llum vermell, i és dels objectes del cinturó de Kuiper més petits dels que s'ha mesurat el seu color.
Entre el 25 de juny i el 4 de juliol de 2017, el telescopi espacial Hubble va estar 24 òrbites observant l'objecte per intentar determinar el període de rotació i reduir la incertesa en la seva òrbita. Els resultats mostren que la seva brillantor varia menys d'un 20% mentre va rotant. Això determina una ràtio entre eixos menor de 1.14, assumint una vista equatorial. Juntament amb que la forma observada és força irregular, la poca amplitud indica que el seu pol apunta cap a la Terra. Això implica que els tempos del sobrevol de la New Horizons no han de ser ajustats per coincidir amb la millor vista de l'objecte, simplificant la mecànica del sobrevol. S'ha descartat que tingui satèl·lits amb magnitud aparent de 29 o major.

## Ocultació estel·lar
El juny i juliol de 2017, Arrokoth va ocultar tres estrelles. L'equip de New Horizons va crear un equip especial per estudiar aquestes tres ocultacions estel·lars des de Sud-amèrica, Àfrica i l'Oceà Pacific.

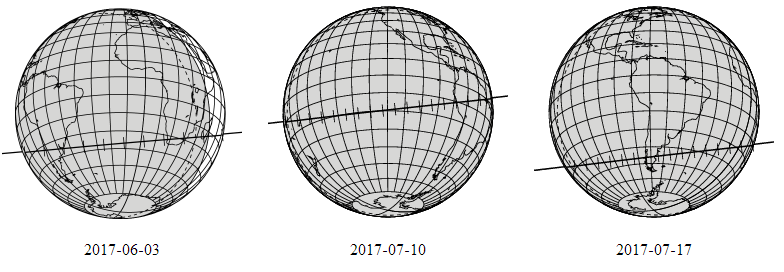
Trajectòries predites per les estacions estel·lars per 2014 MU_{69}

El 3 de juny de 2017, dos equips de la NASA van provar de detectar l'ombra d'Arrokoth des de l'Argentina i Sud-àfrica. Quan van veure que cap dels telescopis havia detectar l'ombra de l'objecte, es va especular que la mida no era tan gran o no era tan fosc com s'havia dit i que podia ser molt reflexiu o una munió d'objectes petits. Observacions addicionals fetes pel telescopi Hubble van provar que els telescopis s'havien situat a llocs erronis i que aquestes especulacions estaven equivocades.
El 10 de juliol de 2017 el telescopi volant SOFIA va poder posar-se a la trajectòria de la segona ocultació mentre volava a l'oceà Pacífic prop de Christchurch, Nova Zelanda. L'objectiu d'aquestes observacions era buscar materials perillosos com anells o pols prop d'Arrokoth que poguessin posar en perill la nau New Horizons. Tot i que el telescopi no estava ben centrat a l'ombra de la ocultació, les dades son suficientment bones per establir un límit a la quantitat de pols prop de l'objecte. El 17 de juliol de 2017, el telescopi Hubble va comprovar la quantitat de pols o presència d'anells dins l'esfera de Hill, fins a una distància de 75.000 km. Per la tercera ocultació, l'equip va prepara un conjunt de 24 telescopis petits al llarg de la trajectòria calculada de l'ombra al sud de l'Argentina (a les províncies a Chubut i Santa Cruz) per intentar millorar la mida de l'objecte. Amb les observacions anteriors del Hubble, es va poder predir millor la trajectòria de l'ombra i fins a cinc telescopis van poder fer observacions.
Els primers resultats de l'ocultació del 17 de juliol mostren que Arrokoth té una forma força irregular (un esferoide extremament allargat), o inclús pot ser un objecte binari de contacte o molt proper. D'acord amb les observacions, l'objecte te dos lòbuls, amb un diàmetre de 20 i 18 km cada un.
Hi havia dues ocultacions potencialment útils predites pel 2018, però, en principi, no tant bones com les tres del 2017. Finalment, cap de les dues va ser tant bona com les de 2017. La primera, el 16 de juliol de 2018 no es va intentar observar. Per la segona, el 4 d'agost de 2018 es van desplaçar uns 50 observadors al Senegal i Colòmbia. Aquests equips van poder fer certes observacions i donar informació sobre la mida i la forma de l'objecte.

## Exploració
Un cop completat el sobrevol de Plutó, la nau espacial New Horizons va ser programada per a efectuar un sobrevol a Arrokoth, que s'esperava pel 31 de desembre de 2018 o l'1 de gener de 2019, a 43.4 AU el Sol a la constel·lació del Sagitari. És el primer objecte a ser estudiat que va ser descobert després que es llencés la nau que l'estudiarà. El 16 d'agost del 2018 la sonda va enviar a la terra unes primeres fotografies que mostraven que l'objecte es trobava sobre la ruta prevista, malgrat trobar-se encara a 150 milions de km.
Finalment a les 5 h 34 UTC de l'1 de gener de 2019 la New Horizons va sobrevolar Arrokoth. Ho va fer a uns 3500 km de distància, tres cop més a prop que el sobrevol amb Plutó. La nau ha efectuat mesures de temperatura i cercat la presència d'algun tipus d'atmosfera, activitat geològica, de llunes o d'anells. Les imatges les va enviar a una resolució de fins a 70 m per píxel (a Plutó en van ser 183). Les dades recollides trigaran al voltant de 20 mesos en ser enviades a la terra en la seva totalitat, i el seu arxivament i anàlisi portaran encara un any més de feina addicional.

## Galeria d'imatges

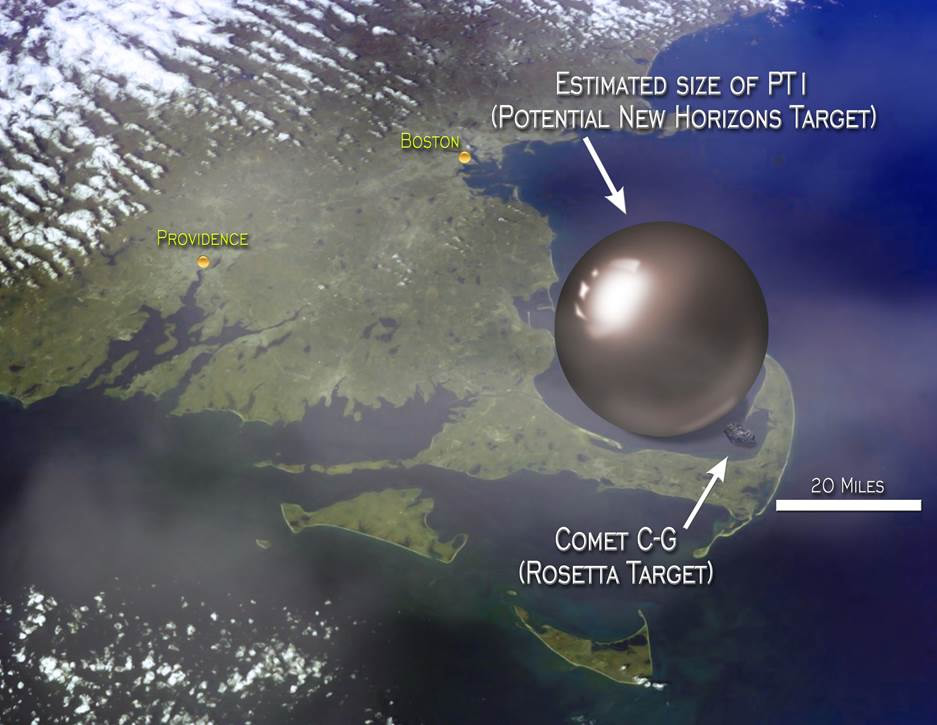
Comparativa de la mida d'Arrokoth: Costa de Massachusetts i objectiu d'Rosetta, el cometa Churyumov–Gerasimenko.
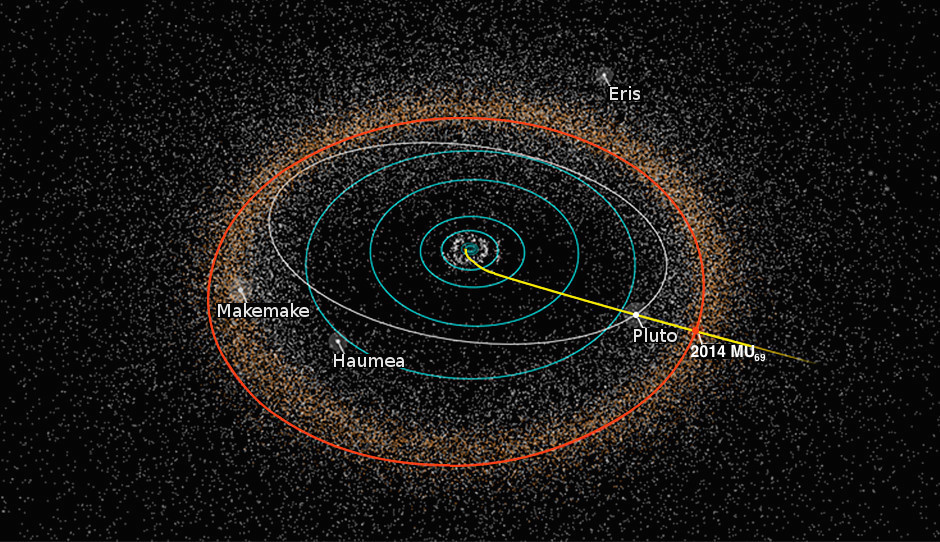
Trajectòria de la New Horizons i l'òrbita de Pluto i Arrokoth.
Les cinc imatges que van descobrir Arrokoth
Animació de la trajectòria de la New Horizon des del llençament fins al sobrevol d'Arrokoth
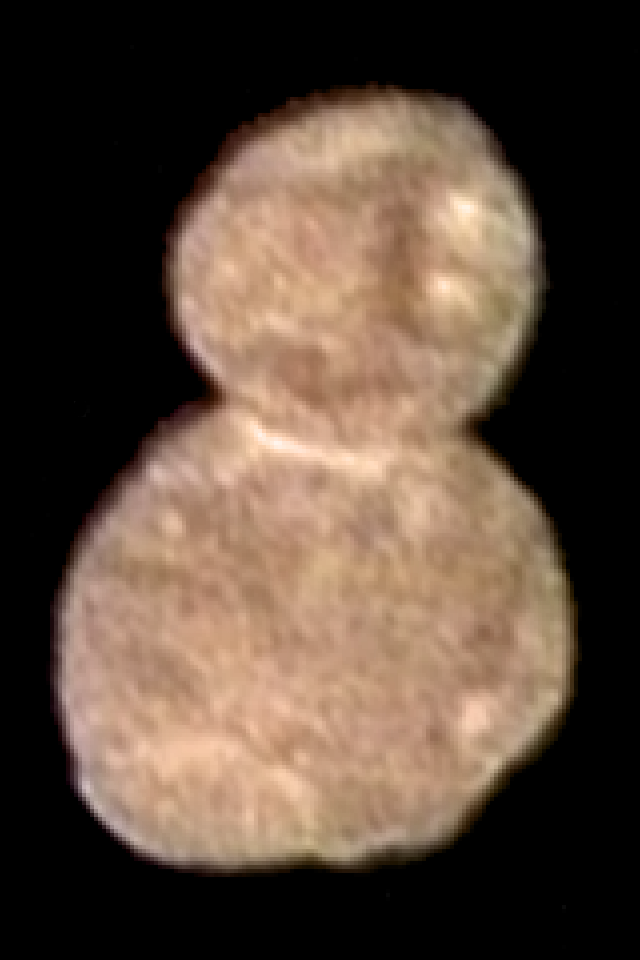
Primera imatge en color .